# 米格尔·阿维亚·比特奥·博里科
米格尔·阿维亚·比特奥·博里科（1961年—2012年12月6日），赤道几内亚政治家，布比族人，2004年6月14日至2006年8月14日担任赤道几内亚总理。
比特奥曾在苏联生活和学习，并成为一个采矿工程师。回到赤道几内亚后，进入政府担任石油工业官员。1999年直到2001年担任财政部长，因为腐败丑闻而被迫辞职。后任任国务部长，负责总统与议会的关系和法律事务。2004年6月14日被任命为总理。2006年辞职，2007年被捕进入马拉博的黑沙滩监狱，2012年12月6日死于心脏骤停。